# Beijing Shijingshan Amusement Park
Le Beijing Shijingshan Amusement Park (chinois : 北京石景山游乐园) est un parc à thèmes ouvert en septembre 1986 dans la banlieue ouest de Pékin en Chine. Il est géré par le gouvernement chinois. Il est accessible grâce à la Ligne 1 du Métro de Pékin et possède sa propre station nommée Bajiao Amusement Park (chinois : 八角游乐园).
Le parc a rouvert au début de mai 2007 au milieu d'une polémique concernant les droits d'auteurs et la politique chinoise laissant la possibilité de copier.

## Le parc

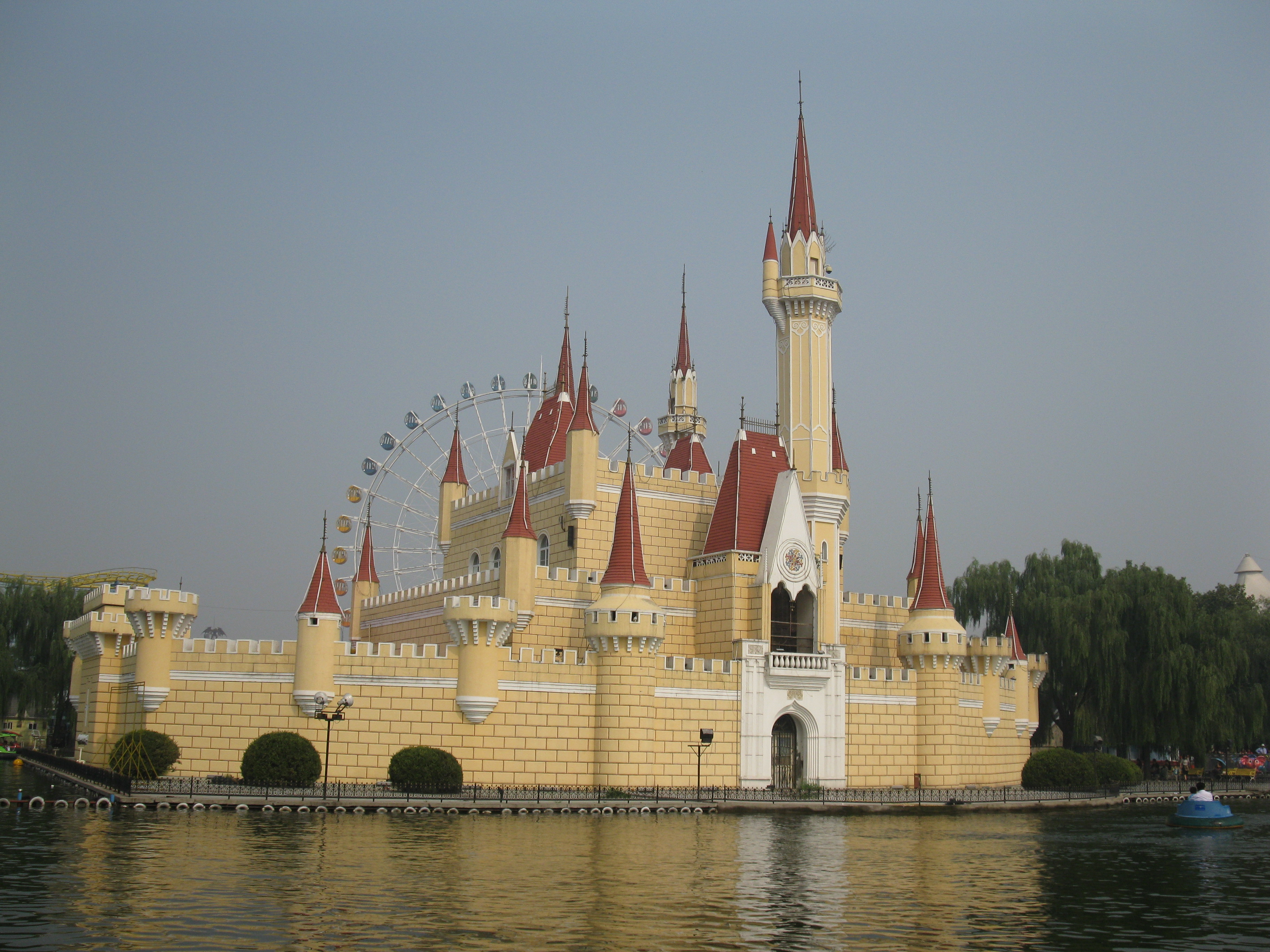
Vue du château du parc, avec la grande roue derrière.

Le parc possède une superficie de 33 ha et est coupé en deux parties reliées par un pont enjambant une ligne de chemin de fer industrielle.

### Les attractions

#### Les montagnes russes
| Nom                | Type                                 | Constructeur | Ouverture  |
| ------------------ | ------------------------------------ | ------------ | ---------- |
| Atomic Coaster     | Montagnes russes assises             | Senyo        | 1986       |
| Crazy Mouse        | Wild Mouse                           | SBL          | avant 2006 |
| Fengshen Coaster   | Montagnes russes navette             | SBL          | 2003       |
| Jurassic Adventure | Montagnes russes enfermées           | SBL          | 2008       |
| Mine Coaster       | Train de la mine                     | SBL          | avant 2006 |
| Shenzhou Coaster   | Montagnes russes inversées           | SBL          | 2005       |
| Space Trip         | Montagnes russes assises             | SBL          | avant 2006 |
| Spinning Batman    | Montagnes russes à véhicule suspendu | SBL          | 2008       |
| Spinning Coaster   | Montagnes russes tournoyantes        | Golden Horse | avant 2006 |
| Worm Coaster       | Montagnes russes junior              |              | avant 2006 |

### Attractions aquatiques
- Canyon Drifting : rivière rapide en bouées
- Jonas Adventure : rivière rapide en bûches de SBL
- River Water War : Splash Battle
- Shoot the Chute : rivière rapide en bûches

### Attractions à sensations
- Adventure Tower : tour de chute intérieure
- Arabian Carpet : Tapis volant
- Dancing in the Sky : manège Top Scan de SBL
- Hurricane : Frisbee de SBL
- King Kong's Spin : Top Spin
- Pirate Ships : Bateau à bascule
- Roman Chariot : Speed de SBL
- Space Shot : Space Shot
- Super Spaceship : Kamikaze
- Warrior Turnplate : Enterprise
- Wings of the Sun : Disk'O Coaster de SBL

#### Autres attractions
- American Adventure : parcours scénique interactif
- Crazy Bus : Crazy Bus
- Fly Over China : Flying theater
- Fruit and Vegetable : monorail
- Royal Carousel : carrousel double de 35 m de haut et de 90 chevaux
- Samba Ball : Balloon Race
- Soar in the Sky : simulateur de vol tel Soarin
- Space Adventure : parcours scénique interactif
- UFO Bicycle : monorail modèle Pedal Car
- Giant Wheel : grande roue

### Les restaurants
- Beixiang restaurant : snacks de 200 places,
- Xianhegong restaurant : restaurant traditionnel des régions de Shandong, Huaiyang et Sichuan de 150 places,
- Shangquan restaurant : brasserie chinoise de 100 places.

## Controverse d'imitation de Disneyland
En 2007, le parc est mis sous les projecteurs des médias internationaux à la suite de l'augmentation pour son image de personnages contrefaits et l'utilisation d'imitations d'attractions provenant d'autres parcs dont Disney. Le nouveau style graphique du site internet reprend ainsi le personnage de Winnie l'ourson et le plan du parc indique fièrement qu'en son centre trône le château de Cendrillon. En restant dans l'imitation de Disney, un dôme évoque aussi Spaceship Earth à Epcot, tandis que des parades et spectacles voient défiler des personnages proches des sept nains ou Pluto.
Mais les copies ne s'arrêtent pas à Disney. Le parc comprend aussi des personnages costumés imitant Doraemon, Hello Kitty, Shrek ou Bugs Bunny. Une vidéo  montre clairement la reprise du spectacle Riverdance et d'autres productions musicales. Même les attractions reprennent celles déposées par de nombreuses sociétés européennes, japonaises ou américaines.
Le parc, géré par le gouvernement chinois, utilise des nombreuses œuvres protégées par le droit d'auteur (toutefois inexistant ou presque en Chine). Les officiels du parc rejettent toute contrefaçon. Le directeur général Liu Jingwang (chinois : 刘景旺) répond à la ressemblance avec les personnages de Disney par le fait qu'il se base sur les personnages des contes des frères Grimm, pour Mickey Mouse, c'est un « chat à grandes oreilles ».
Le slogan officiel utilisé durant la campagne publicitaire des vacances de mai (1 au 7 mai) était toutefois en chinois une traduction littérale de « Disneyland is too far away. Please come Beijing Shijingshan Amusement Park » (« Disneyland est trop loin. Merci de venir à Beijing Shijingshan Amusement Park »), mais qu'il faut nuancer et comprendre par « Parce que Disneyland est trop loin, il est plus simple de venir à Beijing Shijingshan Amusement Park ».